# Браунинг, Роберт
Ро́берт Бра́унинг (англ. Robert Browning, 7 мая 1812, Лондон — 12 декабря 1889, Венеция) — английский поэт и драматург.

## Биография
Роберт Браунинг родился в семье банковского чиновника. С детства увлекался романтической поэзией. Посетил Россию в 1833 году. Браунинг женился на поэтессе Элизабет Барретт Моултон в 1846 г.
Жил в основном во Флоренции. Умер в Венеции в 1889 году.
Похоронен в Вестминстерском аббатстве (Уголок поэтов) в Лондоне.

## Творчество
Излюбленная форма Браунинга — драматический монолог с пересказом различных исторических эпизодов, полный философских раздумий, воспоминаний, исповеди.
Для Браунинга характерен напряжённый интерес к субъективным морально-психологическим душевным конфликтам. Жанр преобладающий в его творчестве он сам называл «интроспективной драмой». Две строчки из его пьесы Пиппа проходит мимо стали классическими, выражающими либерально-оптимистическое отношение к миру: «Бог на небе, / Все прекрасно на земле» («God’s in His heaven—
All’s right with the world!»).
Известность ему принесла пьеса Пиппа проходит мимо (1841) и сборник стихов Драматическая лирика (1842).
Входил в литературный кружок Диккенса и Вордсворта, дружил с Теннисоном.

## Признание
На стихи Браунинга писали музыку Чарлз Айвз, Нед Рорем и др. Эпизоду из жизни Браунинга и его жены посвящена опера Элинор Эверест Фрир «Браунинги едут в Италию» (англ. The Brownings Go to Italy; 1936). 

## Сочинения
- Паулина (Pauline: A Fragment of a Confession), поэма (1833)
- Парацельс (Paracelsus), драматическая поэма (1835)
- Сорделло (англ.) поэма (1840),
- Пиппа проходит мимо (Pippa Passes), пьеса (1841) — см. перевод Николая Гумилёва.
- Драматическая лирика (Dramatic Lyrics) сборник стихов (1842)
- Драматические поэмы (Dramatic Romances and Lyrics)сборник стихов (1845)
- Мужчины и женщины (Men and Women), сборник стихов (1855)

- Чайльд-Роланд дошёл до Тёмной Башни, поэма (1855)
- Токатта Галуппи
- Любовь среди руин
- Фра Филиппо Липпи
- Апология епископа Блоугрэма (Bishop Blougram’s Apology)  — см. ориг. текст. (англ.)

- Действующие лица (Dramatis Personae) сборник стихов (1864).

- Рабби Бен-Езра

- Кольцо и книга (The Ring and the Book), роман в стихах (1868—1869)
- Страна красных колпаков (Red Cotton Night-Cap Country, or, Turf and Towers), роман в стихах (1873)
- Апология Аристофана (Aristophanes' Apology), сборник стихов (1875)
- Трактирный альбом (The Inn Album), роман в стихах (1875)
- Драматические идиллии (Dramatic Idylls I & II), сборник стихов (1879, 1780)

## Цитаты

### Песня Пиппы
Верхи дерев шумят над головой,
Растут цветы и травы под ногой,
Нет ничего в пределах бытия,
Чему б не научилась в детстве я!
Ведь что такое шепчет нам трава,
Щебечут птицы? — это все слова,
Но только речи царственней людской!
Я это знанье с жизнью приняла,
И я так ясно солнце поняла
И даже звезды сосчитать могла,
Как пальцы на моей руке!
Но никогда я не пойму в тоске,
Зачем скользит луна средь голубых равнин,
Когда из лунных взглядов ни один
Меня заметить бы не мог…
И взял меня внезапно Бог!
Из пьесы «Пиппа проходит», Перевод Н. Гумилёва